# M1200 Armored Knight

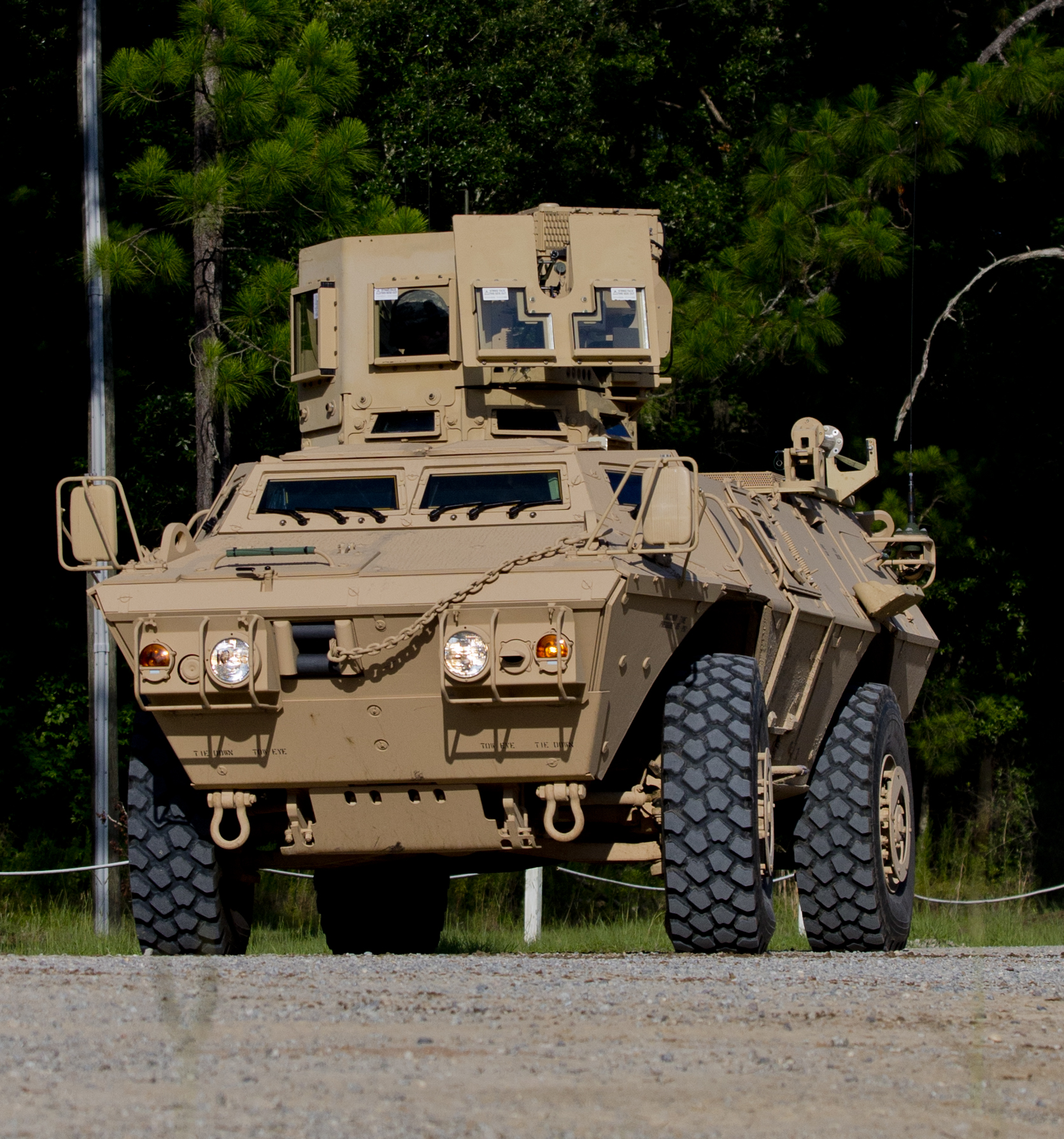
M1200 der Georgia National Guard

Der M1200 Armored Knight ist ein gepanzertes Militärfahrzeug (4×4) für vorgeschobene Beobachter der US-Streitkräfte. Das 2008 bei der US-Army eingeführte Fahrzeug kam primär im Irakkrieg zum Einsatz.
Das Fahrzeug wurde auf der Basis eines M1117 Guardian ASV von DRS Sustainment Systems Inc. in St. Louis, Missouri entwickelt. Es ist primär mit Feuerleitsystemen ausgestattet, die zuvor in ungepanzerten Hummer (M707 Knight High Mobility Multipurpose Wheeled Vehicle (HMMWV)) mitgeführt wurden. Damit sollen Ziele für boden- als auch luftgestützte lasergesteuerte Munition und konventionelle Munition lokalisiert und angesprochen werden. Das Fahrzeug wiegt rund 15 Tonnen und hat mit einer Tankfüllung eine Reichweite von rund 700 km (440 Miles).